# Переволочанские курганы
Переволочанские курганы — археологический памятник прохоровской (раннесарматской) культуры. Датируются V—IV веками до нашей эры. Находятся в 1,5 км к юго-западу от деревни Переволочан Хайбуллинского района Башкортостана. Открыты и исследованы в 1974, 1991 годах А. Х. Пшеничнюком, в 2007 году С. В. Сиротиным.

## Находки
Относятся к могильникам. Состоят из 12 курганов (диаметр 14—40 м, высота 0,5—4 м). Под каждым из изученных курганов обнаружено от 1 до 4 погребений. Погребальные сооружения представлены катакомбами, деревянными надмогильными сооружениями шатрового типа.
Умершие погребены в глубоких могильных ямах, иногда с подбоями, вытянуто на спине, головой преимущественно на юге. В насыпи курганов найдены впускные захоронения. Керамика представлена лепными глиняными сосудами с резным орнаментом. Погребальный инвентарь составляют предметы вооружения (железные мечи-акинаки, ножи, колчанные крючки, наконечники копий, бронзовые трёхлопастные и втульчатые наконечники стрел, кожаные и берестяные колчаны, фрагменты костяного пластинчатого панциря), части конской сбруи (железные удила, налобники, железные и бронзовые двудырчатые псалии, бронзовые ворворки), украшения (золотые пронизки, височные подвески, перстни-печатки со стилизованными изображениями оленей, железные браслеты, стеклянные и лигнитовые бусы), предметы быта (костяные иглы, каменное пряслице, золотая обкладка деревянных сосудов, бронзовый котёл, зеркала, каменные жертвенники).
Памятник отображает процесс заселения Южного Урала кочевыми племенами раннего железного века. Материалы хранятся в Музее археологии и этнографии и Стерлитамакском музее.